# エリック・コロン
エリック・コロン（Eric Colon、鼓呂雲 恵理駆、1938年10月29日 - )はベルギー生まれの作曲家、教育家、演奏家。

## 経歴
古都ゲントに生まれる。
ブリュッセル王立音楽院在学中、スペインのギタリストアンドレス・セゴビアに秀でた才能を認められ、Santiago de Coｍpostela、Sienaでセゴビアの元、ギタリストとして研鑽を積む。ヨーロッパ主要都市で精力的に活躍すると共に、ベルギー国内の音楽院（Academie de Musique de Boitsfort、Academie de Musique de Scharbeek、Academie de Musique de Edterbeek、Conservatoire de Musique Tournai）に初めてギター科を設置して後輩の指導にも貢献。
1963年演奏家として米国に渡る。後にアメリカのウェズリアン大学でギター、コネチカット大学、セントラル大学でオーケストレーション作曲法教鞭をとる。作曲家ジョーン・ケージ、民族音楽学者小泉文夫とも交流を深め、東洋と西洋の精神構造をテーマに作曲、演奏活動。
1970年ヴェネズエラ国立音楽学校（Escuela Superior de Musica）の学長に就任。この間オペラ、オーケストラ作品、ピアノ、チェロソナタ、弦楽カルテット、木管楽器、金管楽器のための組曲、等数多くの作品を発表。その中でも、オペラ「レデスマ伯」はカラカス記念行事としてユージン・コーン指揮ニューヨークメトロポリタン・オペラのキャストにより公演。交響詩「Vision Precolombina(アメリカ大陸の黎明)」はカラカス作曲大賞を受賞。その他スペイン植民地時代の音楽の編纂、出版レコーディング等を通じて音楽文化遺産の保護に努める。ヴェネズエラ中央大学(Universidad Central de Venezuela)医学部に芸術文化を軸に教養課程を設置。教育機関より文化功労賞授与。音楽教育組織エル・システマの前身であるオルケストラ・フベニールにおいて、ホセ・アントニオ・アブレウ博士と共に素案を作った創設者メンバーの一人。ヴェネズエラ・ナショナル・オーケストラ、シモンボリバール・オーケストラ両常任顧問を務めた。また、航空免許を取得。ベネズエラ・エアラインのパイロット訓練所所長も務め、パイロット養成所イカロを設立。

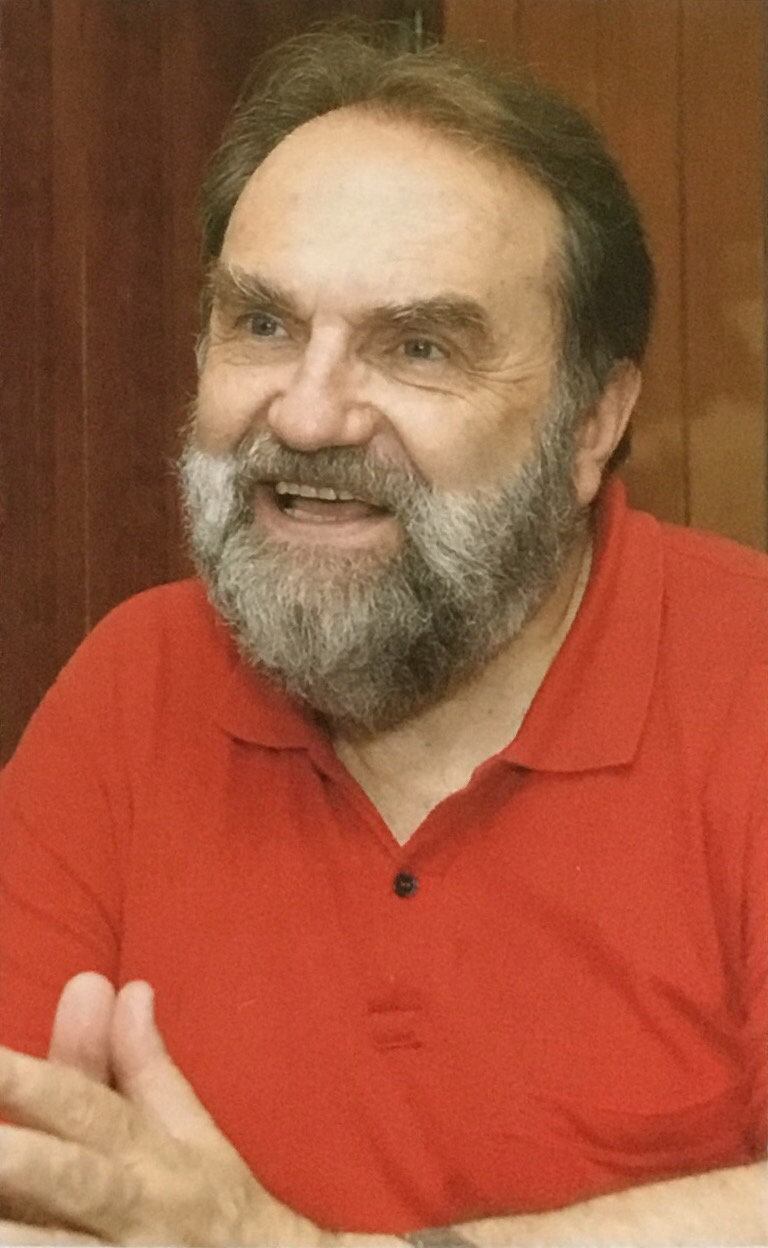
Eric Colon

1989年来日。パイロットとして航空会社に勤務する他環境庁の大気汚染調査に加わった後、コミュニティカレッジの日本キャンパスの開校に尽力、エドモンズ大学副学長を務める。1996～1999年には京都コンサートホールパイプオルガン第1回レクチャーコンサートシリーズの音楽解説者を務める。
【日本で初演された主な作品】
- 1989年 - 交響詩「福岡三章」(文部省委嘱)
- 1996年 - パイプオルガンのための組曲「八橋検校」(京都コンサートホール委嘱)
- 1997年 - パイプオルガンのための「トッカータ」
- 1998年 - 交響詩「京都」(京都市委嘱)
- 2000年 - パイプオルガンとオーケストラのための「The ASAHI March」(朝日新聞社委嘱)
- 2001年 - 交響詩「まつり」(愛知万博のためW.F.A.O委嘱)
- 2001年 - ソプラノと合唱のための「被爆のマリアに捧ぐ讃歌」
- 2003年 - 団伊久磨未完成遺作「唐津」のオーケストレーション作曲 (委嘱)
- 2004年 - オルガンと女声合唱のためのレクイエム、ミサ曲「Lux in Kobe」
- 2004年 - トロンボーンとパイプオルガンのための「青い鳥への哀歌」
- 2007年 - 弦楽四重奏「川によせて」（流れ/空を映して/メヌエット/水の戯れ）

フランドルの洗練された作曲技法とヨーロッパ、南北アメリカの文化を熟知した作品にみられるエリック・コロンの優れた感性は世界的に高い評価を受けている。また第二次世界大戦の激戦地であったベルギーでの幼少体験から、近年は平和への強い願いをこめた作品も発表されている。
2001年、長崎浦上天主堂で奉賛演奏された作品「被爆のマリアに捧げる賛歌」は社会的な反響も大きく、日本から世界への平和のメッセージとしてCD(コロン・えりか(ソプラノ独唱)カメラータ神戸(合唱))が出版された。日本文化や雅楽、民謡をもとにオーケストラ作品を多く手がけている。
音楽、文化に関するレクチャーの言語は依頼機関に応じて英語、フランス語、スペイン語、日本語。その内容は音楽にとどまることなく、ギリシャ哲学から航空力学までテーマは豊富で現代社会のさまざまな問題を解き明かす斬新な視点を持っている。

## 主な作品
管弦楽
- ギターとオーケストラのための組曲
- ギターとオーケストラのためのテーマと変奏曲 (1980年)
- 交響詩「Vision Precolonbina(アメリカ大陸の黎明)」オーケストラ・混声合唱・バリトンソロのための
- 20の吹奏楽のための変奏曲(Variations for 20 instruments) (1984年) (ユースオーケストラ委嘱)
- 交響詩「Estampas del Llano」ソプラノとオーケストラのための
- 交響詩「福岡三章」(文部科学省委嘱) (1989年)
- 交響詩「筑前」(福岡国体委嘱)
- 交響詩「京都」(1998年) (京都市委嘱)
- パイプオルガンとオーケストラのための「The ASAHI March」(1999年) (朝日新聞委嘱)
- 交響詩「まつり」(2001年)(愛知万博のためW.F.A.O委嘱)
- 団伊玖磨未完成遺作 合唱組曲「唐津」のオーケストレーション(裏町堪石ェ話/七ッ釜－幼な子へ－/名も美しく/曳山が行く１宵山２御神幸/領布振りて－佐用姫の歌える－/ロクロは歌う－末盧の夢－/われら未来を信ず)(2003年) (委嘱)

オペラ
- レデスマ伯 (El Caballero de Ledezma) (1982年)

室内楽
- チェロとピアノのためのソナタ (1970年)
- ヴィオラとチェロのためのダイアログ
- ヴァイオリンとピアノのためのソナタ (2001年)
- ヴァイオリンとピアノのための小組曲 (2018年)
- 2本のクラリネットとピアノのためのトリオ (1971年)
- オーボエとクラリネットとバスーンのためのトリオ「Kyoko」
- 弦楽四重奏曲 第1番 (1973年)
- 弦楽四重奏曲 第2番「川によせて」（流れ/空を映して/メヌエット/水の戯れ）
- マダム・バタフライ国際コンクール in 長崎 テーマ曲 II

ピアノ曲
- ソナチネ
- ピアノ・ソナタ (1972年)

オルガン曲
- 組曲「八橋検校」パイプオルガンのための (京都コンサートホール委嘱)(1996年)
- トッカータ パイプオルガンのための (2000年)
- トロンボーンとパイプオルガンのための"青い鳥への哀歌" ("Threne pour un oiseau bleu" for trombone and pipe organ. ) (2004年)

声楽曲
- Regina Coeli
- Les Dames du Temps Jadis （去年(こぞ)の雪は何処へ） (フランソワ・ヴィヨン詩)
- The Lily (ウィリアム・ブレイク詩)
- 子守唄
- 魚﨑4丁目

合唱曲
- Ave Maria
- Ave Verum Corpus
- オルガンと女声合唱のためのレクイエム、ミサ曲「Lux in Kobe」
- 被爆のマリアに捧ぐ讃歌
- バルセロナ音楽学校(ヴェネズエラ)校歌 (1971年)
- ミランダ大学(ヴェネズエラ)校歌 (1980年)

## 受賞
- 1974年 First Prize for Large Symphonic compositions. City of Caracas Award.
- 1979年 Award for special contributions to the development of music composition from the Simon Bolivar University Caracas.
- 1983年 Award from the Francisco de Miranda University in Caracas for the composition of its Anthem.
- 1986年 Special Award for exceptional achievements in the fields of education, art and culture. Andres Bello University. Caracas, Venezuela.

## 録音
- 1958年 ギター協奏曲 【Decca】 (Eric Colon(ギター), Daniel Sternefeld(指揮) National Orchestra of Belgium(管弦楽) Raymond Baervoets(監修))
- 1978年 ピアノソナタ【Caracas LP】
- 1981年 "Canto a la Materia" String Quartet and Soprano【Caracas LP】(soloist 三木由子(ソプラノ))
- 1982年 "Kyoko o la Apologia de la Danza" for oboe, clarinet and bassoon.
- 1996年 "八橋検校" パイプオルガンのための 【Kyoto Concert Hall recordings】
- 2000年 "Music for the Soul" a collection of Early Music and Gregorian Chant for female choir and soloists
- 2000年 " トッカータ" パイプオルガンのための
- 2001年 被曝のマリアに捧げる賛歌(Ave Maria for the Bombed Virgin of Nagasaki) (カメラータ神戸(合唱), 於：浦上天主堂(長崎))
- 2002年 Extensive choir repertoire, arragements and original compositions for the Camerata Kobe.
- 2003年 團伊玖磨/エリックコロン 管弦楽のためのオラトリオ「唐津」(Orchestration of the Oratorio "Karatsu" by the late composer Dan Ikuma.)
- 2004年 トロンボーンとパイプオルガンのための"青い鳥への哀歌("Threne pour un oiseau bleu" for trombone and pipe organ. )
- 2017年 被爆のマリアに捧げる賛歌  (CD｢Esperanza｣コロンえりか(ソプラノ), 碓井俊樹(ピアノ))